# Tanya Plibersek
Tanya Plibersek (ur. 2 grudnia 1969 w Sydney) – australijska polityk, członkini Australijskiej Partii Pracy (ALP). Od 1998 zasiada w Izbie Reprezentantów, od grudnia 2011 do września 2013 była federalnym ministrem zdrowia Australii. Jest uznawana za najważniejszego w dotychczasowej historii Australii polityka wywodzącego się ze środowiska słoweńskich imigrantów.

## Życiorys

### Młodość
Jest imigrantką w drugim pokoleniu - choć sama urodziła się już w Australii, oboje jej rodzice byli przybyszami ze Słowenii, wówczas stanowiącej część Jugosławii. Jest absolwentką studiów politologicznych na Uniwersytecie Technologicznym w Sydney oraz Uniwersytecie Macquarie. Zaraz po studiach podjęła pracę na pierwszej z tych uczelni, gdzie zajmowała się problemami kobiet. Następnie pracowała w agendzie rządu stanowego Nowej Południowej Walii do spraw równouprawnienia kobiet, gdzie specjalizowała się w problematyce przemocy domowej. Przez pewien czas należała też do personelu senatora federalnego Bruce'a Childsa.

### Kariera polityczna
W 1998 została wybrana do Izby Reprezentantów Australii w barwach ALP, jako reprezentantka okręgu wyborczego obejmującego ścisłe centrum Sydney. W 2004 trafiła do gabinetu cieni, gdzie odpowiadała za kwestie pracy, rodzin, społeczności, młodzieży, małych dzieci oraz równouprawnienia kobiet. W kolejnych latach szczegółowy zakres jej portfolio ulegał zmianom, jednak wciąż zajmowała się głównie kwestiami polityki społecznej.
Po zwycięstwie ALP w wyborach w 2007 trafiła do tzw. outer ministry, czyli grupy polityków zasiadających w rządzie i kierujących pewnym wycinkiem jego polityki, ale nie wchodzących w skład Gabinetu. Odpowiadała tam za kwestie mieszkalnictwa oraz równouprawnienia kobiet. W 2010 przebywała przez kilka miesięcy na urlopie macierzyńskim, a po powrocie została ministrem ds. służb społecznych i jednocześnie ministrem ds. przeciwdziałania wykluczeniu społecznemu. W grudniu 2011 w czasie rekonstrukcji rządu przeprowadzonej przez premier Julię Gillard została awansowana na członkinię Gabinetu i objęła resort zdrowia. Zachowała to stanowisko również w drugim gabinecie Rudda.
Plibersek opuściła rząd we wrześniu 2013, kiedy to jej partia przeszła do opozycji po przegranych wyborach.

### Życie prywatne
Mężem Plibersek jest Michael Coutts-Trotter, wysoki urzędnik służby cywilnej we władzach stanu Nowa Południowa Walia. Mają troje dzieci.